# Divadlo koryfejů

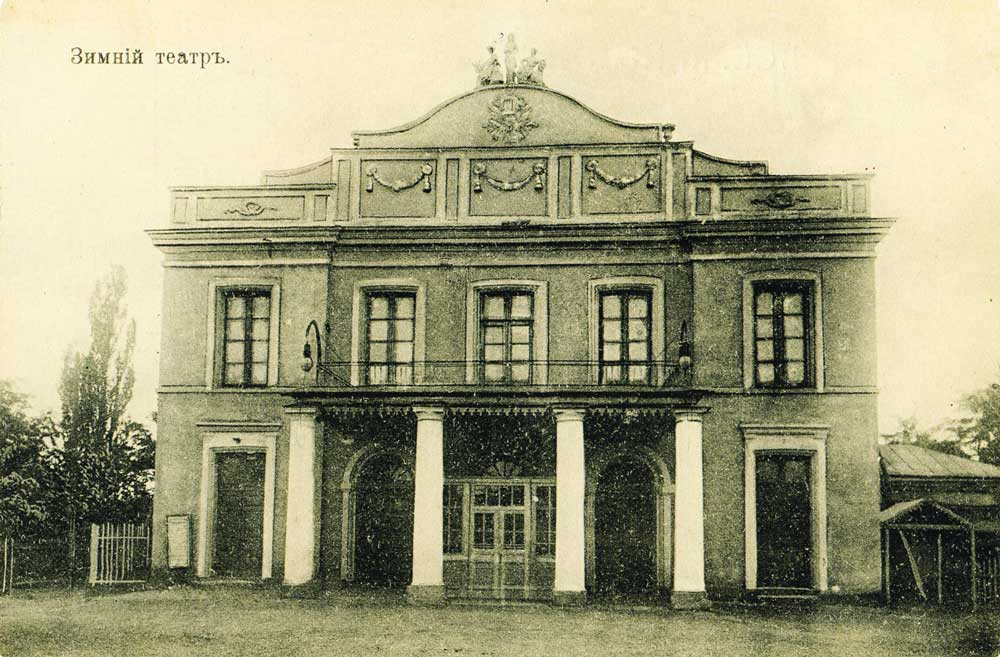
Jelisvetgradské divadlo, kde se 27. října 1882 konalo první představení „Společnosti ukrajinských umělců pod vedením M. L. Kropyvnyckého". V současnosti je známé jako Ukrajinské hudební a dramatické divadlo.

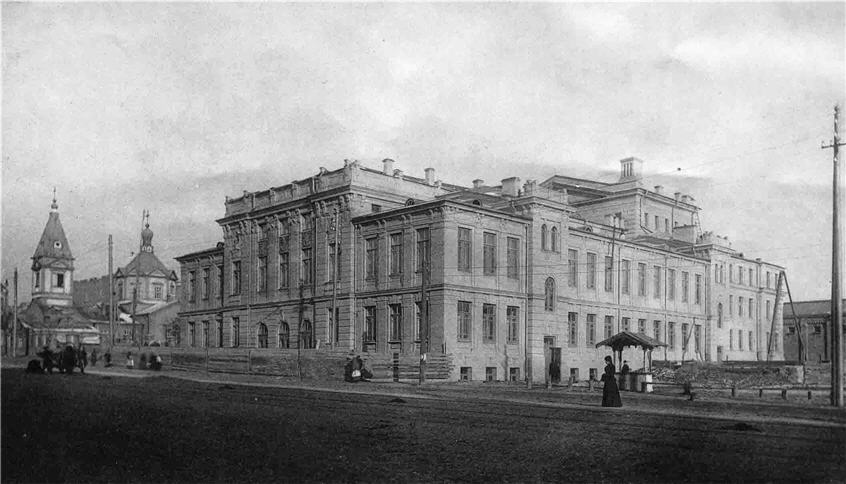
Trojiční národní dům (podle Trojičního náměstí, na kterém stával kostel Nejsvětější Trojice), kde od roku 1907 fungovalo první ukrajinské stálé divadlo - Sadovského divadlo. V současnosti slouží jako Kyjevské národní akademické divadlo operety.

Divadlo koryfejů byl první profesionální ukrajinský divadelní soubor. Byl založen  ve městě Kropyvnyckyj (v době vzniku divadla Jelizavetgrad) na Ukrajině. Divadlo založil Marko Lukič Kropyvnytskyi v roce 1882. Poté byl jeho nejaktivnějším vedoucím Mykola Karpovič Sadovsky, který propagoval používání ukrajinského jazyka a ukrajinské divadlo v době, kdy obojí bylo zakázáno ruským impériem.
Přijalo styl synkretického divadla, které kombinovalo dramatickou a komediální akci s hudebními a vokálními scénami, v divadle se tedy kromě činoherního souboru uplatnil také hudební sbor a taneční soubor. Charakteristickým rysem divadla bylo zapojení lidových obřadů (námluvy, zásnuby, svatba), obřadních písní (koled, vánočních koled, jarních písní), různých lidových textů a lidových choreografií do dramatického děje, což probouzelo velký zájem veřejnosti. Hudební doprovod - nedílná součást divadla koryfejů - vytvořil zvláštní atmosféru a přispěl k propagaci ukrajinských představení. Samotní divadelníci nebyli jen činoherní herci, ale také skvělí zpěváci. S divadlem jsou spojeny herecké osobnosti Maria Zankovecka a Panas Saksagansky. 

## Původ názvu

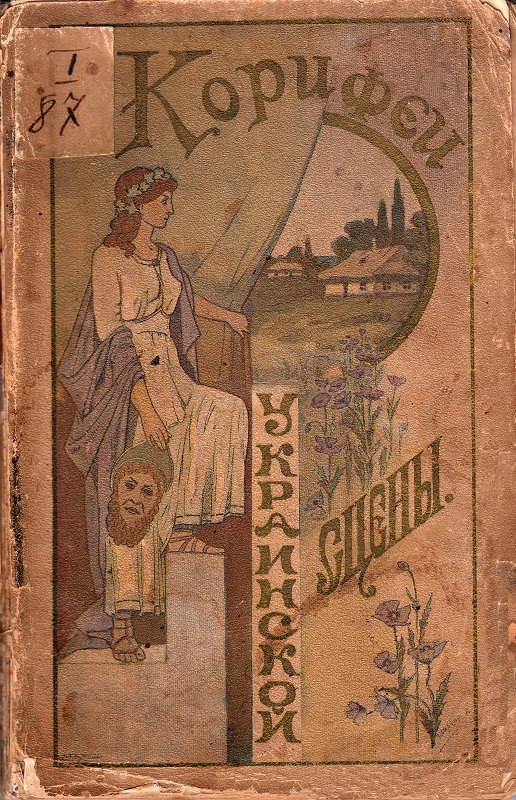
„Koryfejové ukrajinské scény“
(Kyjev, 1901).

Přední herci starověkého řeckého divadla se nazývali koryfaios. Latinské slovo "coryphaeus" (česky koryfej) pak získalo obrazný význam - vůdčí osobnost v jakémkoli oboru.
Kniha „Koryfejové ukrajinské scény“ byla vydána v Kyjevě v roce 1901. Kvůli cenzuře byla vydána anonymně předními ukrajinskými intelektuály. Marko Kropyvnyckyi, Mychajlo Starycky, bratři a sestry Tobilevičové pod různými pseudonymy (Ivan Karpenko-Kary, Panas Saksagansky, Mykola Sadovsky a Maria Sadovsky-Barilotti) a další byli v této knize poprvé jmenováni mezi koryfeji ukrajinského divadla . Tento poetický název se stal neoddělitelným názvem vznikajícího ukrajinského divadla.

## Dějiny
V roce 1876 ruský císař Alexandr II. podepsal Emžský dekret o úplném zákazu ukrajinské literatury. Spolu s oběžníkem carského ministra vnitra Pjotra Valujeva z roku 1863 měl zcela vytěsnit ukrajinský jazyk z kulturní sféry. Podle jeho ustanovení byly zakázány knihy v ukrajinštině, výuka ve školách, koncerty a divadelní představení.
V roce 1881 nový car Alexandr III. dekret zmírnil. Ukrajinské texty byly nyní povoleny, ale ukrajinská abeceda kulišivka byla stále zakázána, takže ukrajinské texty se musely psát s ruským pravopisem. Představení ukrajinských her a písní mohlo být schváleno místními úřady, ale nemohla být zřízena výhradně ukrajinská divadla ani nemohly fungovat výhradně ukrajinské divadelní soubory. Po mnoha letech boje na pozadí kulturní obnovy ukrajinského národa, mohly inscenovat hry ve ukrajinském jazyce, i když s jistými omezeními: představení v ukrajinštině nebo polštině se smělo konat až poté, co herci odehráli stejný program v ruštině. Tento krok však „legalizoval“ existenci ukrajinského divadla.
Toho využil Marko Kropyvnyckyj, který už v roce 1865 založil s I. Karpenko-Kary amatérský dramatický kroužek, a 10. ledna 1882 s ním uvedl Ševčenkovu hra „Nazar Stodola“. 
První představení nově ustanovené profesionální "Společnosti ukrajinských umělců pod vedením M. L. Kropyvnyckého" se konalo v Jelizavetgradském divadle 27. října 1882, a to hra se zpěvy (později opera) Natalka Poltavka ukrajinského dramatika Ivana Kotljarevskyho.
V roce 1885 se rozdělil jediný tehdejší divadelní soubor: Marko Kropyvnyckyj a jeho herci se oddělili od Michaila Staryckého a jeho příznivců. Obě skupiny okamžitě zahájily samostatné tvůrčí dráhy. Další následovali jejich příkladu a o pár let později bylo na Ukrajině více než 30 kočovných divadel.

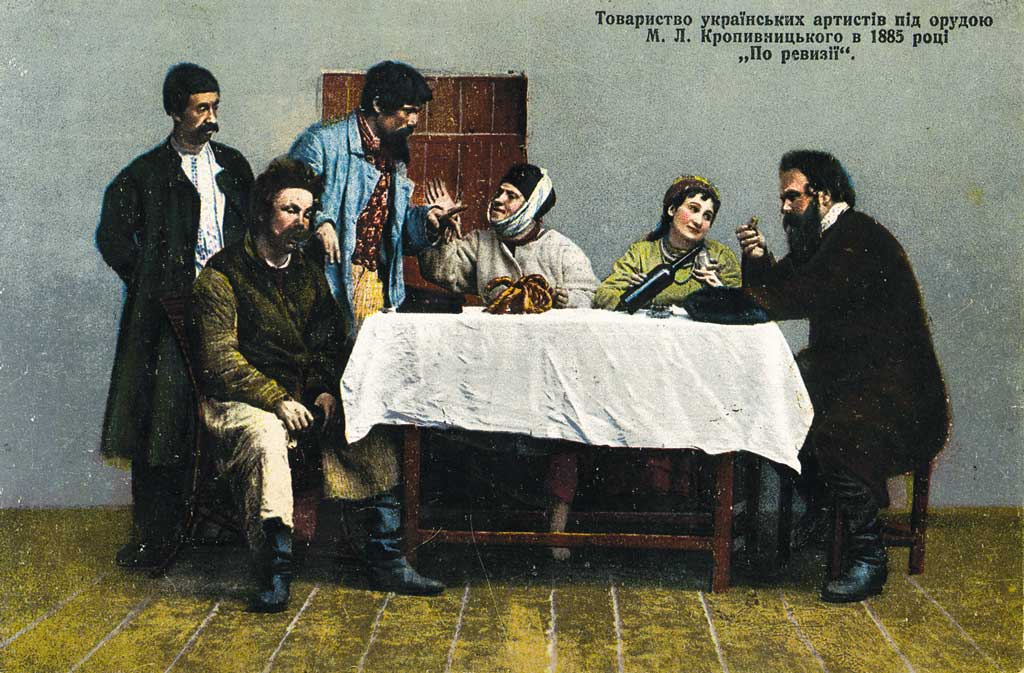
Společnost ukrajinských umělců pod vedením M. L. Kropyvnyckého.

V roce 1887 vystoupili v Kazani. Představení se zúčastnilo mnoho Poláků, pro které podle novináře časopisu "Kurjer Lwowski" "Ševčenkova řeč byla srozumitelnější než pro místní Rusy." 
V roce 1900 založil Mykola Sadovsky „Maloruskou družinu M. L. Kropyvnyckého pod vedením M. K. Sadovského a O. K. Saksaganského za účasti M. K. Zankovecké“. V roce 1907 se Sadovskému podařilo otevřít první stálé ukrajinské divadlo v Kyjevě.
Mykola Sadovsky popularizoval své divadlo, nabízel přístupný repertoár a ceny vstupenek, které byly výrazně nižší než jiná kyjevská divadla. Na repertoáru divadla byly např. opery Záporožec za Dunajem Semena Hulaka-Artemovského, Prodaná nevěsta Bedřicha Smetany, Halka Stanisława Moniuszka,  Kataryna Mykoly Arkase nebo Kotljarevského Eneida . Za zmínku stojí inscenace Gogolova Revizora v ukrajinštině. Představení byla populárnější než carské divadlo, a tak se jejich představení těšila velké pozornosti v Moskvě a Petrohradu, což mělo velký význam pro uznání maloruského (ukrajinského) divadla a kultury vůbec.

Sadovského divadlo vydrželo sedm let až do vypuknutí první světové války (1914), kdy úřady divadlo uzavřely a zakázaly všechny ukrajinské noviny, časopisy a knihkupectví.

## Galerie

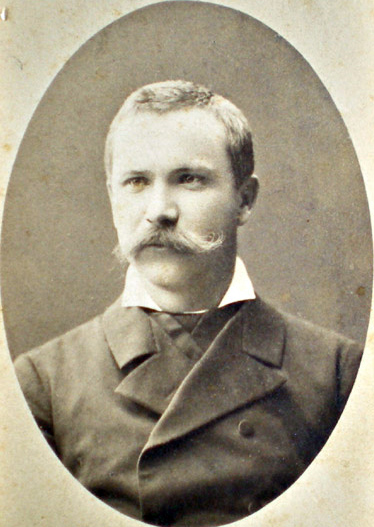
Ivan Karpenko-Kary
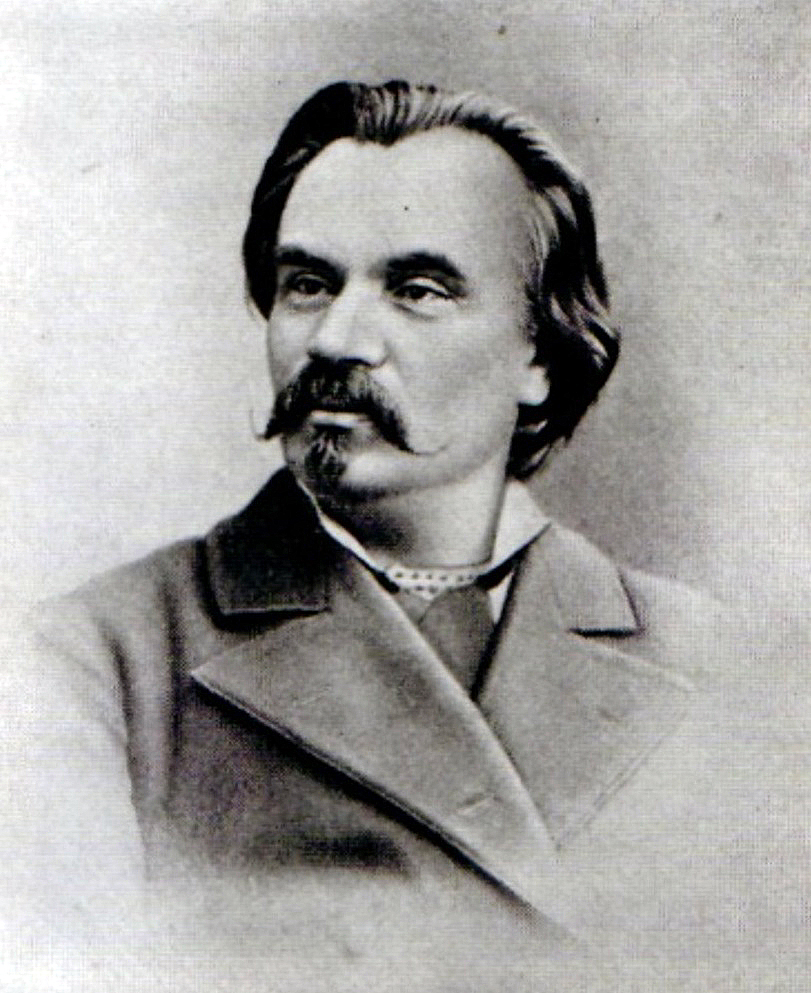
Mychajlo Staricky
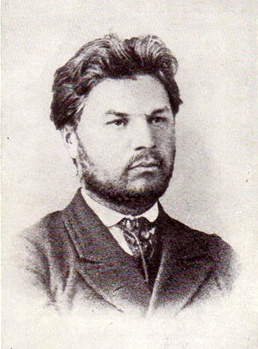
Marko Kropyvnyckyj

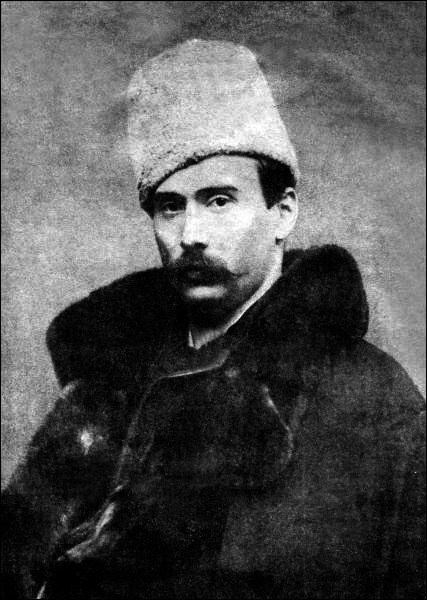
Mykola Sadovsky
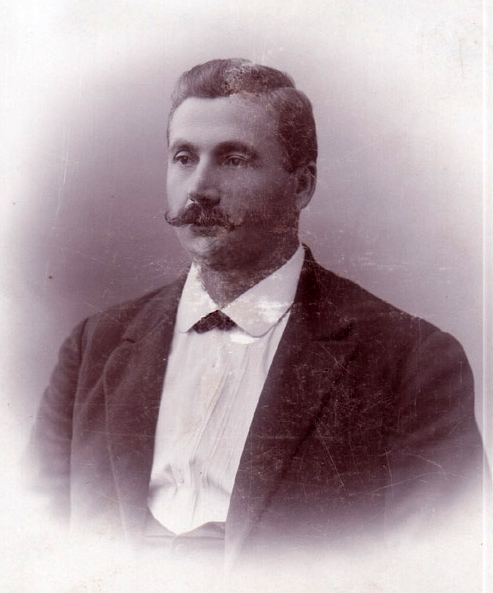
Panas Saksahansky
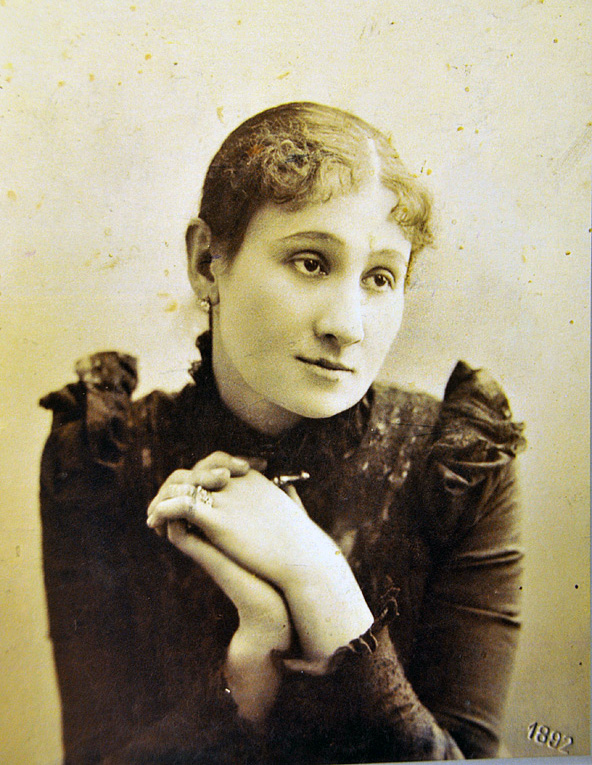
Maria Žankovecka